# Momento muestral
Los momentos potenciales o muestrales son valores que caracterizan a una muestra aleatoria. Los momentos muestrales aproximan a los momentos de la distribución, estos últimos tienen la propiedad de que dos distribuciones de probabilidad son iguales si tienen todos sus momentos iguales.
Los momentos de una muestra forman una sucesión de números, para cada número natural r se puede definir el momento r-ésimo.

## Momentos respecto al origen
Los momentos muestrales centrados respecto al origen se calculan de la siguiente manera. Dada una muestra aleatoria de tamaño N el momento muestral r-ésimo se calcula mediante:

{\displaystyle \alpha _{r}=\sum _{i=1}^{n}x_{i}^{r}{\frac {n_{i}}{N}}}

Donde:
{\displaystyle x_{i}\,} son los diferentes valores que aparecen en la muestra.
{\displaystyle n_{i}\,} es el número de veces que se presenta el valor {\displaystyle x_{i}\,} en la muestra.
{\displaystyle N\,} es el número total de elementos de la muestra.
De modo que se cumple que el momento de orden 0 con respecto al origen vale 1 y el momento de orden 1 con respecto al origen es la media aritmética:

{\displaystyle \alpha _{0}=\sum _{i=1}^{n}x_{i}^{0}{\frac {n_{i}}{N}}={\frac {N}{N}}=1}
{\displaystyle \alpha _{1}=\sum _{i=1}^{n}x_{i}{\frac {n_{i}}{N}}={\bar {x}}}

## Momentos respecto a la media o centrales
{\displaystyle m_{r}=\sum _{i=1}^{n}(x_{i}-{\bar {x}})^{r}{\frac {n_{i}}{N}}}
Se cumple que el momento de orden 0 con respecto a la media vale 1, el momento de orden 1 con respecto a la media vale 0 y el momento de orden 2 con respecto a la media es la varianza.
{\displaystyle m_{0}=\sum _{i=1}^{n}(x_{i}-{\bar {x}})^{0}{\frac {n_{i}}{N}}={\frac {N}{N}}=1}
{\displaystyle m_{1}=\sum _{i=1}^{n}(x_{i}-{\bar {x}})^{1}{\frac {n_{i}}{N}}={\bar {x}}-{\bar {x}}=0}
{\displaystyle m_{2}=\sum _{i=1}^{n}(x_{i}-{\bar {x}})^{2}{\frac {n_{i}}{N}}=S^{2}}
Los momentos de órdenes 3 y 4 con respecto a la media se emplean en el cálculo de los coeficientes de asimetría y curtosis respectivamente.